# سپویون سو بوآ
شهر سپویون سو بوآ (به فرانسوی: Les Pavillons-sous-Bois) در شهرستان سن-سن-دنی در ناحیه ایل-دو-فرانس با جمعیت ۲۰٬۲۰۴ نفر در کشور فرانسه واقع شده‌است